# Polnischer Krieg

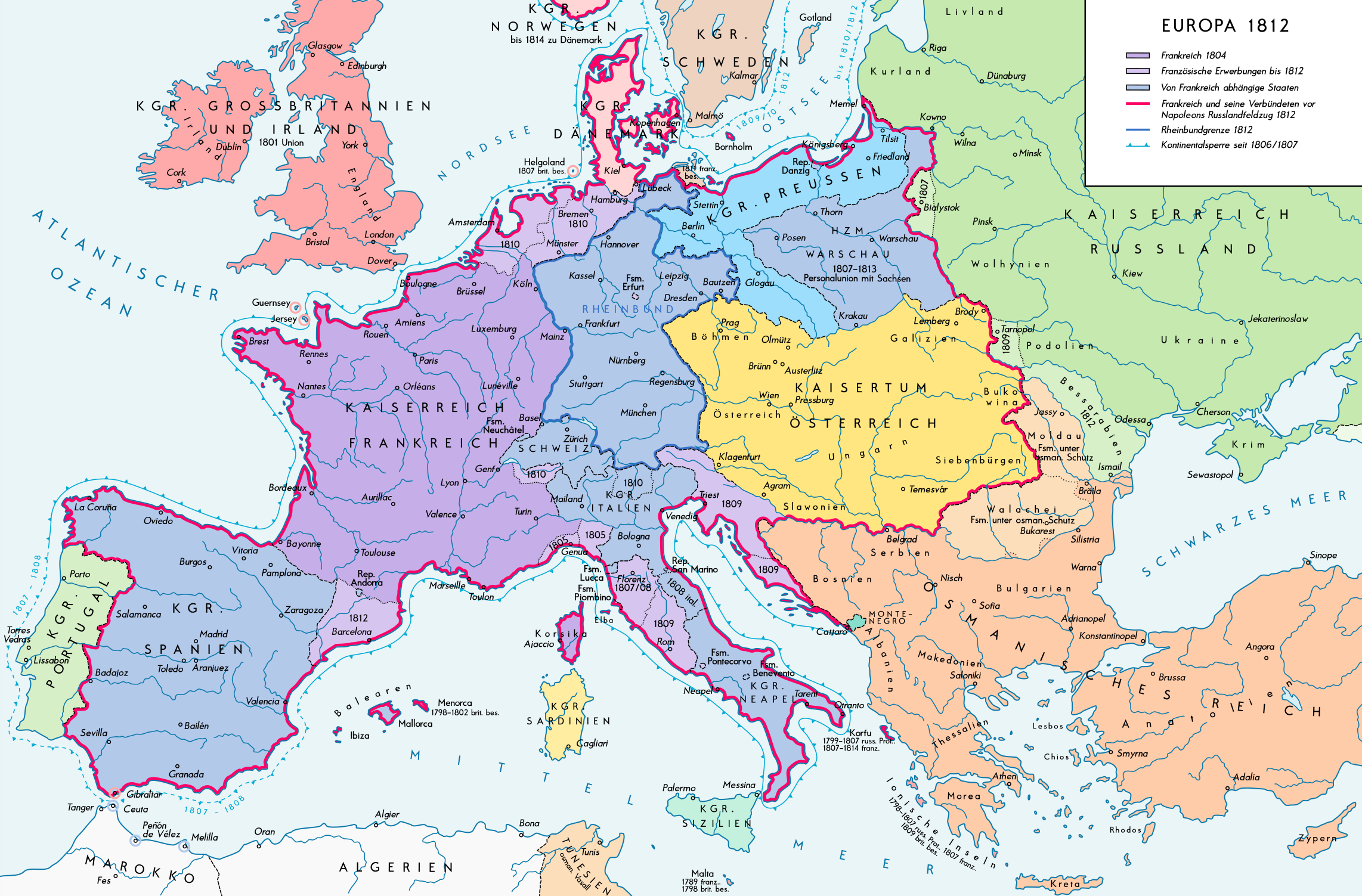
Europa im Frühjahr 1812

Polnischer Krieg ist eine von Napoleon I. am 22. Juni 1812 eingeführte Bezeichnung, die den gegen Preußen und Russland erfolgreichen Vierten Koalitionskrieg von 1806/07 als „ersten polnischen Krieg“ (d. h. von Napoleon für Polen geführt) bezeichnet, um den anstehenden Russlandfeldzug 1812 als Verteidigungsmaßnahme sowie „zweiten polnischen Krieg“ darzustellen.
Außerdem wurde der Krieg als Weg zu einer territorialen Wiederherstellung des in den polnischen Teilungen 1772 bis 1795 von Österreich, Preußen und Russland zerschlagenen Doppelstaates Polen-Litauen gerechtfertigt und in Aussicht gestellt. Die letzte Aufteilung war von Napoleon 1807 teilweise rückgängig gemacht worden, als er das Herzogtum Warschau als seinen Satellitenstaat eingerichtet hat auf den Gebieten der kurzlebigen Provinzen Südpreußen und Neuostpreußen, sowie ab 1809 mit dem zuvor österreichischen sogenannten Westgalizien.
Napoleon beherrschte damit direkt oder über gezwungenermaßen Verbündete das komplette Kerneuropa zwischen Portugal, Russland und dem Osmanischen Reich auf dem Balkan; ab 1806 hat er eine Kontinentalsperre gegen England verhängt. Skandinavien blieb umkämpft, der Zar hatte 1809 Finnland von Schweden erobert. Da die Sperre ab 1810 sowohl von Frankreich als auch Russland teilweise aufgeweicht wurde eskalierte ein Disput um deren Durchsetzung. Im April 1812 forderte der Zar einen französischen Rückzug aus Mitteleuropa und reiste zu seinen Grenztruppen im Westen, Napoleon verließ im Mai Paris.
Napoleon wandte sich am 22. Juni 1812 in Wilkowischken (Herzogtum Warschau, heutiges Litauen) an seine Armee:

„Soldaten! Der zweite polnische Krieg hat begonnen! Der erste endete zu Friedland und Tilsit. In Tilsit schwur Rußland ewiges Bündniß mit Frankreich und Krieg mit England, heut bricht es seine Eide! Es will sich über sein sonderbares Betragen nicht früher erklären, als bis die französischen Adler über den Rhein zurück und unsere Bundesgenossen daher in seiner Willkür sein werden. Ein unvermeidliches Geschick reißt Rußland mit sich fort, es kann seinem Schicksal nicht entrinnen. Sollte es wohl glauben, wir wären ausgeartet? Sollten wir nicht mehr die Soldaten von Austerlitz sein? Es stellt uns zwischen Entehrung und Krieg; die Wahl kann nicht zweifelhaft sein. Vorwärts also! Vorwärts über den Niemen, tragen wir den Krieg auf sein Gebiet! Der zweite polnische Krieg wird für Frankreichs Waffen ruhmreich wie der erste sein; aber der Friede, den wir schließen werden, wird seine Bürgschaft mit sich führen und dem hochmüthigen Einfluß, den Rußland seit fünfzig Jahren auf die europäischen Angelegenheiten ausübte, ein Ziel setzen.“

Der Krieg begann zunächst mit einem französischen Vorstoß der Grande Armée durch Westrussland bis Moskau, die Besetzung der Stadt blieb wirkungslos, der Rückzug ab Oktober endete für Frankreich in einem Debakel. Für Polen brachte er nicht eine erhoffte Eigenständigkeit plus dauerhafte Erweiterung durch die 1812 zeitweise eroberten litauischen Gebiete, sondern vielmehr über 100 Jahre russische Besatzung, Scheinselbständigkeit als Kongresspolen unter dem Zaren, letztlich Annexion als russische Weichselprovinz von 1831 bis zum Ersten Weltkrieg.